# Тюнин, Николай Андриянович
Николай Андриянович Тюнин (1931—1995) — советский работник строительного комплекса, экскаваторщик, Герой Социалистического Труда.

## Биография
Родился 3 сентября 1931 года в селе Курские Выселки Оренбургской области.
Детство пришлось на Великую Отечественную войну, в которой погиб отец. Несмотря на это, окончил семь классов школы и решил посвятить себя строительству, став экскаваторщиком.
С 1963 по 1993 годы работал проработал в Бугульминском специализированном управлении № 45 треста «Строймеханизация» машинистом экскаватора ОМ-202. Строил нефтепровод «Дружба». Потом были Набережные Челны, Альметьевск, Миннибаевский газоперерабатывающий завод и многие другие объекты Татарской АССР. Досрочно выполнял пятилетние планы, а для изучения и распространения опыта ударной работы «тюнинцев», была создана всесоюзная школа.
Умер Николай Андриянович Тюнин в 1995 году.

## Награды
- В 1977 году Н. А. Тюнину было присвоено звание Героя Социалистического Труда с вручением ордена Ленина.
- Также был награждён медалями СССР.